# Francesco Delfino
Francesco Delfino (Platì, 27 settembre 1936 – Santa Marinella, 2 settembre 2014) è stato un generale italiano, generale di divisione dei carabinieri e dirigente del SISMI.
Ha avuto un ruolo di primo piano nel quadro di indagini e fatti relativi a vicende delittuose di grande rilevanza, legate a mafia, criminalità comune, politica e stragi terroristiche, tra cui gli arresti di Flavio Carboni e Totò Riina.

## Carriera nell'arma dei Carabinieri

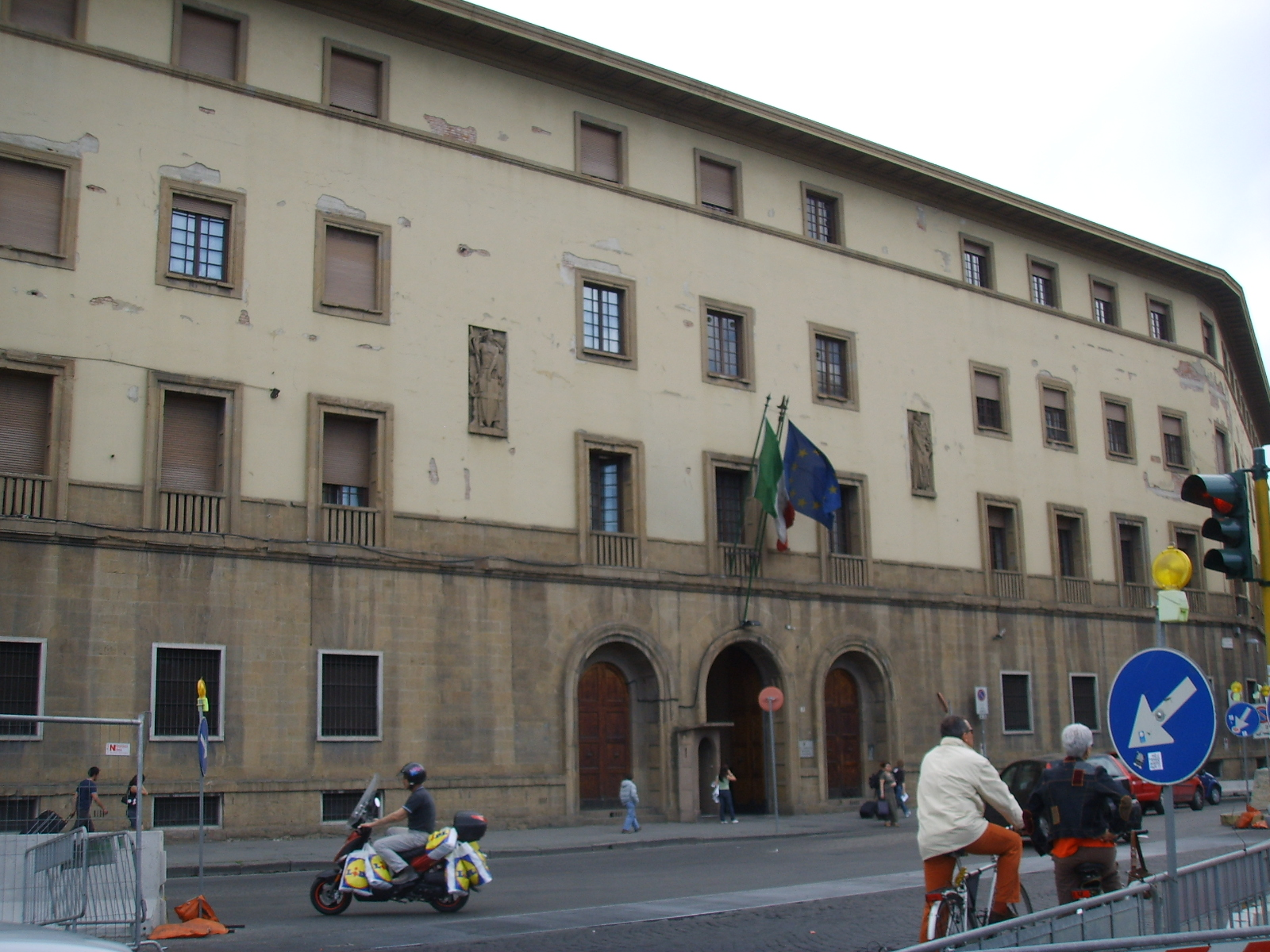
Scuola marescialli e brigadieri di Firenze

Figlio di un maresciallo dei carabinieri, nasce in provincia di Reggio Calabria e frequenta il liceo classico a Locri.
S'iscrive poi alla facoltà di giurisprudenza dell'Università degli Studi di Messina ed accede alla Scuola allievi sottufficiali dei carabinieri.
Nel 1957, uscito dalla scuola di Firenze con il grado di vicebrigadiere, viene destinato per il primo incarico a Rho (MI), ove conosce Carla Valsesia, una professoressa di lettere che diverrà poi sua moglie.
Nel 1961 accede all'Accademia militare di Modena, dalla quale, alla fine di un biennio di corsi, nel 1963, passa alla Scuola Ufficiali Carabinieri di Roma che frequenta come sottotenente. Al termine dei corsi, e ottenuto il grado di tenente, viene destinato al comando della tenenza dei carabinieri di Verolanuova (Brescia).
Da qui passa a Luino, una cittadina sul lago Maggiore in prossimità del confine svizzero, ove presta servizio per tre anni.
Nel frattempo s'iscrive alla facoltà di scienze politiche dell'Università degli Studi di Pavia.
Nel 1969 viene destinato in Sardegna, ove presta servizio prima presso la tenenza di Sorgono e poi presso il nucleo investigativo di Nuoro.
Impegnato sul fronte dei sequestri di persona, durante la rinascita del banditismo sardo, mette a frutto l'esperienza acquisita e si laurea in giurisprudenza all'Università degli Studi di Cagliari con una tesi sviluppata proprio su questo tipo di crimine.
Ormai promosso capitano, ebbe un ruolo centrale nella cattura del latitante Giuseppino Càmpana.
All'inizio degli anni settanta torna in continente, destinato a Brescia al Nucleo investigativo. Dall'ottobre del 1972 si occupa per la prima volta di eversione, in relazione a una misteriosa serie di attentati dinamitardi ai danni di convogli ferroviari in Valtellina.
A Brescia resta in servizio sino al 1977, indi passa al comando del Nucleo investigativo dei carabinieri di Milano, occupandosi di malavita, mafia, terrorismo. Dal giugno del 1978 passa al SISMI, presso il quale presta servizio sino al 1987. Durante questi anni è impegnato prevalentemente in missioni all'estero, in Turchia, Brasile, Belgio, New York e Il Cairo, dove resta negli ultimi tre anni. Lasciate le funzioni presso l'intelligence militare presta servizio brevemente a Roma, quindi è trasferito a Palermo come vicecomandante della Legione, poi al comando della Legione carabinieri di Alessandria.
Promosso generale di brigata, assume nel 1992 il comando della legione carabinieri Piemonte-Valle d'Aosta, con sede a Torino: il suo Vice era l'allora colonnello Leonardo Gallitelli, poi comandante generale dell'Arma. Nel 1994 passa al comando del secondo servizio della direzione centrale antidroga e di qui poi al Centro alti studi per la difesa.
Infine, divenuto generale di divisione, dopo aver ricoperto per qualche mese la carica di vice ispettore delle scuole dell'Arma dei carabinieri, dal 14 settembre 1996 ne diviene ispettore. 
Sospeso da tutti gli incarichi professionali nell'Arma dopo essere incarcerato nella prigione militare di Peschiera, nell'aprile 1998 tentò il suicidio dentro la cella di detenzione.
Delfino è andato in congedo con il grado di generale di divisione, ma successivamente, al termine della vicenda giudiziaria che lo ha visto condannato, è stato rimosso dal grado in sede disciplinare ed è divenuto soldato semplice.

## Il coinvolgimento nel caso Calvi
A seguito del passaggio organico di Delfino alle dipendenze del SISMI, nel quale a suo dire operò dal 1978 al 1987, egli ricopriva l'incarico di capo centro per l'Europa centrale, con sede a Bruxelles, quando nel giugno 1982 il corpo senza vita del banchiere Roberto Calvi fu rinvenuto sotto il ponte dei Frati Neri a Londra.

### Missione a Londra

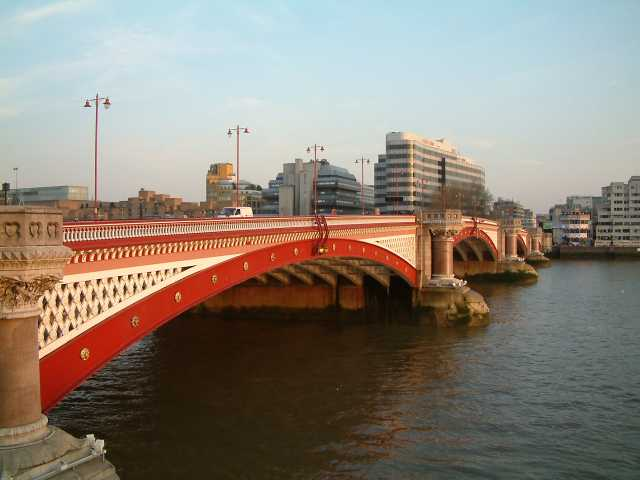
Il ponte dei Frati Neri sotto il quale fu trovato impiccato Roberto Calvi

Secondo le deposizioni rilasciate da Delfino, prima davanti alla Commissione Parlamentare di inchiesta sul terrorismo in Italia e sulle cause della mancata individuazione dei responsabili delle stragi, inchiesta su stragi e depistaggi, il 25 giugno 1997 e, successivamente, il 1º febbraio 2006, in qualità di teste al processo per la morte di Calvi, egli fu l'unico agente italiano inviato a Londra in occasione del rinvenimento del cadavere del banchiere.
Secondo il suo racconto, nella nottata di venerdì 18 giugno 1982 Delfino fu avvertito telefonicamente dal suo Direttore di Divisione, il colonnello Vincenzo Sportelli, del ritrovamento del cadavere impiccato di Calvi, e incaricato di recarsi a Londra al più presto per prendere contatto con le autorità britanniche in merito al caso.
Partì quindi il mattino successivo per Roma, da dove, ricevute altre istruzioni, raggiunse un aeroporto della capitale inglese, ove fu prelevato da agenti del MI5 (il servizio segreto militare britannico) che lo accompagnarono presso l'hotel "Hyde Park".
Il giorno dopo, domenica 20 giugno, Delfino fu accompagnato presso la sede del MI5, ove fu ricevuto dal Direttore del Servizio. Con questi avrebbe partecipato ad una riunione sul ritrovamento di Calvi, presente il consulente legale del MI5.
Appreso che il magistrato inglese sarebbe stato orientato a chiudere rapidamente il caso come suicidio, Delfino afferma di essere intervenuto con energia al fine di bloccare tale iniziativa dell'attorney, in quanto, a suo dire, il SISMI desiderava invece fossero effettuate approfondite indagini.
Tuttavia, il consulente legale del Servizio avrebbe replicato a Delfino che la competenza sul caso sfuggiva alla giurisdizione del MI5, e che spettava invece alla City of London Police.
Terminata la riunione - secondo Delfino - egli sarebbe stato condotto da un autista del MI5 a visionare solo esternamente l'ultima residenza di Calvi a Londra, quindi al ponte dei Frati Neri.
A causa della pioggia che cadeva copiosissima in quei giorni, il Tamigi era gonfio ed aveva invaso del tutto il proprio greto, sicché la banchina che lo delimita era, sotto il ponte, completamente sommersa.
Osservata la scena del ritrovamento, Delfino afferma d'essersi subito persuaso che la dinamica di un presunto suicidio non fosse assolutamente credibile. Inoltre, l'autista gli avrebbe rivelato il particolare relativo alla presenza di pesanti mattoni rinvenuti nelle tasche di Calvi, non reperibili in alcun modo nelle vicinanze, ed avrebbe, di seguito, accompagnato Delfino presso un cantiere, distante circa 3 km dal ponte, dal quale - a suo dire - i mattoni sarebbero stati prelevati.
Ancora, secondo Delfino, sarebbe stato lo stesso autista a rivelargli che l'ultima persona a incontrare Calvi vivo a Londra sarebbe stato Flavio Carboni, e a far notare che Calvi era finito sotto il ponte durante l'alta marea, diversamente il suo sopraggiungere avrebbe probabilmente trascinato via il cadavere, rendendolo introvabile.
Sempre secondo le sue deposizioni, Delfino, a seguito di tali sopralluoghi (che egli definisce comunque sommari e non comparabili neanche metodologicamente ad atti di Polizia giudiziaria) si sarebbe convinto pienamente che Calvi fosse stato ucciso. Tale convinzione, egli afferma, riporta al rientro a Roma, lunedì 21 giugno, quando incontra il Direttore del SISMI generale Ninetto Lugaresi, che lo conduce a colloquio con l'allora Presidente del Consiglio dei ministri, Giovanni Spadolini (in "un ufficio dietro il Pantheon", secondo quanto riferito da Delfino). A Spadolini, a dire di Delfino impaziente di ottenere ragguagli circa il caso, già indicato dai media e dalla magistratura britannica come dovuto a suicidio, Delfino afferma di aver detto che, a suo parere, Calvi "si ha [sic] suicidato", a suo dire intendendo in tal modo sostenere che era stato ucciso.

### La cattura di Flavio Carboni
Subito dopo il rientro da Londra, secondo Delfino, egli sarebbe stato incaricato dai suoi superiori della missione di rintracciare e di assicurare alla giustizia Flavio Carboni.
Allo scopo Delfino contatta subito il suo informatore "Franz", nome di copertura di Walter Beneforti, un ex funzionario di polizia poi attivo come investigatore privato e impegnato nell'area dei servizi, con il quale collaborava da tempo, e che aveva fornito informazioni puntuali ed utili nell'ambito delle indagini sulla P2.
Beneforti, secondo quanto riferisce Delfino, gli avrebbe fornito a stretto giro un numero telefonico del Canton Ticino, ottenuto il quale egli si sarebbe immediatamente recato a Lugano, prendendo contatto con Gualtiero Medici, delegato della polizia locale, con il quale era in stretti rapporti d'amicizia, forse sin dai tempi del comando esercitato nella vicina Luino, sottoponendogli il numero telefonico ottenuto.
Gualtieri avrebbe replicato che il numero era già sotto controllo e che corrispondeva ad una villa sulla strada tra Bellinzona e Locarno, probabilmente occupata da personaggi legati alla P2. Ulteriori indagini avrebbero condotto alla scoperta presso la villa di una seconda utenza telefonica, usata dagli occupanti per effettuare chiamate a seguito di tre squilli ricevuti sulla prima, cui nessuno rispondeva mai. La villa era frattanto discretamente sorvegliata all'esterno dalla polizia elvetica.
Dopo giorni di appostamenti, la mattina del 30 giugno 1982 finalmente tre persone uscirono dalla villa, e furono fermate: si trattava di Flavio Carboni, Andrea Carboni, fratello di Flavio, e della fidanzata del primo, Manuela Kleinszig, cittadina austriaca. Flavio Carboni, al momento del fermo, recava con sé, tra l'altro, tabulati relativi a depositi bancari il cui ammontare complessivo si aggirava tra i 40 e i 50 milioni di dollari. La documentazione sequestrata, secondo Delfino, fu da lui prontamente fotocopiata e inviata a Roma. Qualche giorno dopo il fermo la gestione del caso fu presa in carico direttamente dal Procuratore della Repubblica italiano Pierluigi Dell'Osso, che indagava sul crac del Banco Ambrosiano.

### L'individuazione di Francesco Pazienza
Terminata così la missione svizzera, Delfino riferisce di essere stato subito inviato dai suoi superiori del SISMI a New York, dove sarebbe giunto il 3 settembre 1982, di fatto perseguendo attività informative legate alla vicenda appena conclusa in Svizzera.
Nel suo procedere, Delfino si avvale di nuovo delle informazioni - che definisce molto precise - che gli fornisce Beneforti (che morirà nei primi anni 2000, poco prima di essere escusso nel quadro del processo Calvi) al fine di localizzare Francesco Pazienza, nel quadro di indagini relative agli intrecci tra mafia e loggia massonica P2.
Delfino riferirà di aver avuto a disposizione tre linee telefoniche, che facevano capo al proprio ufficio a New York, sito nella sede della Rappresentanza diplomatica italiana presso l'ONU: una per telefonate interne, una per telefonate entro gli USA, una esclusiva e segreta per contatti intercontinentali con i propri superiori a Roma. Appena pochi giorni dopo aver preso possesso dell'ufficio, tuttavia, Delfino, rientrandovi, si sarebbe sentito riferire dal suo segretario piuttosto allibito di aver ricevuto proprio sulla linea segreta, in sua assenza, una chiamata dall'avvocato Domenico Lombino, che sollecitava un urgente colloquio.
Delfino aveva in precedenza avuto contatti con Lombino, quando comandava il Nucleo Investigativo dei Carabinieri di Milano, nel quadro di attività d'indagine svolte su intrecci tra criminalità locale e mafia. In quel periodo sarebbe stata attiva nel capoluogo lombardo una sorta di lega tra cinque famiglie mafiose, estensione delle corrispondenti a New York, che controllava una serie di locali notturni trasformati in casinò clandestini. Lombino sarebbe stato, in tale quadro, incaricato di riscuotere quanto dovuto in seguito a perdite al gioco altissime, rilevando immobili di valore, auto e moto e di grossa cilindrata quale saldo dei debiti contratti da giocatori d'azzardo che agivano nelle case da gioco controllate dalla malavita. Lombino fu arrestato ma, ottenuta la libertà provvisoria, fece perdere le proprie tracce e fuggì dall'Italia.
Tornato a contattare Delfino, Lombino - pur di ottenere un colloquio - lo avrebbe minacciato di presentarsi a incontrarlo presso l'ambasciata italiana, creandogli evidente imbarazzo. Delfino avrebbe dunque accettato un incontro informale con il ricercato altrove, premunendosi di avvertire la DEA e la FBI dell'appuntamento, al fine di trasformarlo in una trappola atta alla cattura del Lombino. Tuttavia, le agenzie statunitensi si sarebbero dette non in grado di intervenire in tal senso, rivelando inoltre a Delfino che Lombino era titolare di una regolare green card, documento che attesta la legale residenza di un cittadino straniero sul suolo degli Stati Uniti.
Delfino riuscì comunque a organizzare un servizio d'intercettazione a distanza, quando effettivamente incontrò Lombino in una caffetteria newyorkese. Durante il colloquio Lombino avrebbe rivelato di essere al servizio di una famiglia mafiosa di Brooklyn, di essere il "segretario" di Francesco Pazienza e di essere al corrente della natura della missione di Delfino negli Stati Uniti, dedicata alla individuazione e cattura di quest'ultimo. Lombino avrebbe mostrato a Delfino un mazzo di chiavi, asseritamente quelle dell'ufficio del Pazienza, offrendosi di farvi penetrare Delfino, il quale, subodorando una possibile trappola, avrebbe negato persino di sapere chi fosse questo tal Pazienza, e di esser a New York sulle tracce di traffici di armi e droga, non interessato a tale personaggio.
Dopo l'incontro, Delfino avrebbe cambiato tutti i propri numeri telefonici e si sarebbe poi recato in missione ad Haiti e Santo Domingo nel quadro delle attività di prevenzione volte a proteggere il papa Giovanni Paolo II durante la sua visita pastorale nelle Antille, essendovi stati segnali di possibili attentati alla sua vita, soprattutto a Port au Prince.
Durante tale attività, Delfino avrebbe ricevuto una telefonata dal suo segretario a New York che riferiva che egli era cercato con urgenza da un giornalista della rivista Panorama, Sandro Ottolenghi. Delfino avrebbe quindi contattato il giornalista, che gli riferì di aver incontrato Pazienza assieme a Lombino e a un terzo personaggio, capo mafia, autodefinitosi il "notaio di Brooklyn", i quali gli avevano mostrato una foto di Delfino presa mentre questi lasciava l'ambasciata per recarsi all'appuntamento con Lombino. Nella medesima conversazione i tre avrebbero rivendicato - come mafia di Brooklyn - di aver avuto un ruolo chiave nella liberazione del generale statunitense James Lee Dozier, rapito dalle Brigate Rosse, avendo, a loro dire, fornito proprio loro al predecessore di Delfino nel proprio incarico quale ufficiale del SISMI a New York, l'indicazione - decisiva per la liberazione dell'ufficiale - circa la località ove Dozier era tenuto prigioniero. In cambio di tale informazione avevano richiesto la somma di due miliardi di lire, somma che non era stata loro consegnata e che ora reclamavano da Delfino. Tali notizie furono poi incluse in un articolo a firma di Ottolenghi apparso su Panorama nei primi mesi del 1983.
Conclusa la missione di protezione al pontefice, Delfino rientrò a New York, ma poco dopo, anche, secondo quanto riferisce, in seguito a frequenti minacce notturne ricevute presso la propria abitazione privata, fu trasferito in Egitto, sempre operando come responsabile del SISMI.
Per Pazienza, ormai individuato negli USA ed anch'egli ex agente del SISMI, una prima richiesta di estradizione fu avanzata dall'Italia al governo statunitense nel 1984, ma il suo arresto venne eseguito solo il 4 marzo 1985. Dopo numerose schermaglie legali Pazienza fu consegnato alle autorità italiane nel giugno del 1986. Condannato per lo scandalo del Banco Ambrosiano nel 1993 (e per la sua gestione di segreti di Stato nel 1982), nel 2007 è stato posto in libertà vigilata nel comune di Lerici.

## Le indagini di mafia e l'arresto di Riina
Nominato - come generale di brigata - comandante della Regione Carabinieri Piemonte, Delfino si approcciò ad indagini sulla mafia in occasione dell'arresto di Balduccio Di Maggio, costituitosi a Novara; Di Maggio, per accedere al trattamento riservato ai collaboratori di giustizia, richiese di collaborare con il generale.
Interrogato in seguito a Caltanissetta come teste durante il processo per la strage di Capaci il 21 febbraio 1997, il generale Delfino riferisce che il Di Maggio, durante i primi interrogatori, gli avrebbe confidato di non conoscere né Giulio Andreotti né Salvo Lima.
A seguito della cattura di Totò Riina, Delfino fu alla ribalta delle cronache che facevano risalire alle confessioni rese da Balduccio Di Maggio all'alto ufficiale dei carabinieri l'arresto del boss mafioso. Un ruolo chiave di Delfino - che egli ha rivendicato - nelle indagini che condussero a Riina è stato contestato dal collaboratore di giustizia Tullio Cannella, che affermò che il capo mafia sarebbe in realtà caduto nelle mani della giustizia tramite un'imbeccata ai Carabinieri proveniente da Bernardo Provenzano, non grazie alle indicazioni che Balduccio Di Maggio avrebbe passato a Delfino.

## Il caso Soffiantini e la condanna per truffa aggravata
Il 10 aprile 1998, indagato per illeciti legati al rapimento di Giuseppe Soffiantini, il generale viene sospeso dall'Arma, in «attesa che la magistratura completi gli accertamenti».
Il successivo 11 aprile, durante una perquisizione, vengono rinvenute presso l'abitazione di Delfino due borse non in commercio prodotte in esclusiva per un'azienda legata ai Soffiantini; queste borse sono ritenute dagli inquirenti quelle impiegate dalla famiglia per la consegna ad ignoti di un miliardo di lire, che essi ritenevano destinato ai rapitori del loro congiunto, al fine di ottenerne la liberazione. Viene inoltre rinvenuta una banconota facente parte di tale somma (le banconote erano state tutte fotocopiate prima della loro consegna). Delfino, ancora a piede libero, replica animosamente, dicendosi vittima di una macchinazione e dichiarando che «non perdona».
Nel quadro delle conseguenti indagini, il 14 aprile Delfino viene tratto in arresto assieme all'imprenditore Giordano Alghisi. Viene inoltre indagato il capitano dei carabinieri Arnaldo Acerbi, allora comandante del nucleo operativo dei carabinieri di Brescia, al quale viene contestato di non aver riferito all'autorità giudiziaria - com'era suo dovere - le confidenze da lui raccolte da Carlo Soffiantini sul ruolo svolto da Delfino nella vicenda per la quale quest'ultimo veniva tratto in arresto. In un primo tempo, Delfino tenta di sottrarsi al carcere ottenendo il ricovero presso l'ospedale militare del Celio (a Roma), ma una consulenza tecnica medica stabilisce in breve che la sua salute è compatibile con il regime carcerario. 
Difeso dall'avvocato Pierfrancesco Bruno, interrogato il 17 aprile, Delfino respinge le accuse che gli vengono mosse, ma successivamente viene reso noto che il generale avrebbe ammesso che, a suo dire, Giordano Alghisi, amico di famiglia dei Soffiantini, gli avrebbe consegnato 800 milioni a titolo di "acconto" per la vendita della sua villa a Meina; pochi giorni dopo, il 22 aprile, il generale, rinchiuso presso il carcere militare di Peschiera del Garda, tenta il suicidio battendo violentemente il capo nella cella. Ricoverato a Verona, viene rapidamente dichiarato fuori pericolo. Nel libro scritto nel 1998, Delfino nega decisamente ogni addebito, evocando peraltro la figura di Giovanni Prandini, notabile democristiano e amico di Soffiantini, del quale i rapitori avrebbero, sostiene, affannosamente cercato libretti al portatore in casa del rapito (Soffiantini smentì altrettanto decisamente).
Emerge peraltro la coincidenza che la moglie di Carlo Soffiantini, Ombretta Giacomazzi, nuora del rapito, era stata tempo prima arrestata dallo stesso Delfino nel quadro di indagini sull'eversione di destra a Milano ed era poi divenuta testimone-chiave per le indagini sulla strage di Brescia. L'arresto era stato eseguito con l'accusa di reticenza dopo che un buon amico della Giacomazzi, Silvio Ferrari, era saltato in aria mentre guidava una Vespa che trasportava tritolo, poco tempo prima della strage di piazza della Loggia; era con l'occasione venuta alla ribalta l'attività di alcuni gruppi neofascisti che frequentavano il locale di proprietà della famiglia della Giacomazzi. Dopo la strage, la ragazza dichiarò che Ermanno Buzzi, su cui poi si appuntarono le indagini del Delfino, le avrebbe confidato, vantandosene, di esserne l'autore.
Il 4 maggio emerge che il GICO della Guardia di Finanza ha accertato scoperti bancari presso i conti del generale ammontanti a circa un miliardo e mezzo di lire, risalenti a poco prima dell'inizio della trattativa per la liberazione dell'ostaggio. Il 28 maggio Delfino viene rinviato a giudizio dal Gip di Brescia con l'ipotesi di concussione per il miliardo carpito ai Soffiantini, del quale Delfino avrebbe trattenuto per sé larga parte, non essendo chiarito chi abbia ottenuto il resto, e a che titolo.
Il 6 ottobre 1998 Delfino, avendo optato per il rito abbreviato, è condannato a tre anni e quattro mesi di reclusione, non per concussione verso la famiglia di Giuseppe Soffiantini, come proposto dall'accusa, ma per truffa aggravata; il generale viene inoltre condannato a restituire il miliardo di lire sottratto con l'inganno alla famiglia del rapito.
Dopo la condanna in primo grado Delfino si rivolse anche al giornalista calabrese Paolo Pollichieni (capo-redattore del quotidiano La Gazzetta del Sud, già intermediario tra sequestratori e Polizia nel sequestro di Roberta Ghedini) perché l'allora sottosegretario alla Presidenza del Consiglio dei ministri del governo D'Alema Marco Minniti s'interessasse alla sua vicenda processuale.
Il 23 gennaio 2001 la Corte di cassazione ha confermato in via definitiva la sentenza di condanna del Tribunale di Brescia; secondo la sentenza, così confermata, il generale avrebbe approfittato del rapimento dell'amico Soffiantini al fine di truffare alla famiglia la somma di circa 800 milioni di lire, prospettando falsamente che tale somma fosse utile ad ottenere la liberazione del loro congiunto sequestrato.
Delfino è andato in congedo con il grado di generale di divisione. 
Successivamente, al termine della vicenda giudiziaria che lo ha visto condannato, è stato rimosso dal grado in sede disciplinare ed è divenuto carabiniere semplice.

## Eversione di destra e la strage di piazza della Loggia
Delfino, all'epoca capitano presso il Nucleo investigativo dei Carabinieri di Brescia, si occupò della strage di piazza della Loggia e delle attività della destra eversiva del bresciano. Le sue indagini sulla strage condussero all'imputazione a carico di Ermanno Buzzi quale responsabile del delitto, sulla base delle dichiarazioni rilasciate da Ombretta Giacomazzi, anni dopo divenuta nuora di Soffiantini, la quale affermò che il Buzzi si sarebbe vantato con lei di esserne l'autore. Nel 1979 il Buzzi fu condannato, insieme ad altri neofascisti, e nel 1981 fu ucciso in carcere; nel 1985 la Cassazione assolse tutti gli imputati.
L'attività investigativa di Delfino, lo mise in contatto in particolare con il giudice Giovanni Arcai.
Nel 1993 Giuseppe Rosina, un ex detenuto che condivise la cella con neofascisti a vario titolo coinvolti in questa ed altre vicende del periodo, dichiarò che il Delfino ed il giudice Arcai, che indagava sulla strage, "erano due corpi e una sola anima" e che ad essi avrebbe dichiarato nel giugno del 1975 che fra la vicenda della strage di piazza della Loggia e la sparatoria di Pian del Rascino, avvenuta in un campo paramilitare in cui era morto il neofascista Giancarlo Esposti, o almeno fra i gruppi eversivi responsabili della strage e quelli che avevano attrezzato il campo paramilitare, potevano esservi collegamenti, dato che esponenti di questi ultimi avevano dichiarato di sapere chi avesse perpetrato la strage: "l'avevano messa i camerati di Milano appoggiandosi a quelli di Brescia". Il giudice Arcai fu sollevato dall'inchiesta quando nel successivo novembre suo figlio Andrea fu sospettato di partecipazione alle cosiddette trame nere.
Nel 1998 Carlo Fumagalli affermò che Delfino sarebbe stato l'organizzatore ed il mandante della strage, mentre a collocare materialmente l'esplosivo sarebbe stato Maifredi; contemporaneamente dichiarò che nel periodo della strage il MAR aveva in progetto un tentativo di colpo di stato con l'appoggio dei carabinieri, ma che il piano si sarebbe rivelato una trappola. Fumagalli era stato arrestato da Delfino il 9 maggio 1974, poche ore dopo aver diramato un comunicato stampa nel quale congiuntamente il MAR, le SAM, Avanguardia Nazionale e Ordine Nero dichiaravano guerra allo Stato. Pochi giorni dopo la strage (perpetrata il 28 maggio), il MAR e l'Arma erano poi stati oggetto di pesantissime allusioni da parte di Giorgio Zicari, giornalista che indagava sull'eversione di destra e informatore dei carabinieri e del Sid, che lasciavano supporre coperture istituzionali.
A seguito di alcune dichiarazioni rilasciate da Donatella Di Rosa (detta dalla stampa Lady Golpe), un nuovo filone d'indagine aveva preso l'avvio nel 1993. Il ruolo ricoperto dal Delfino nelle investigazioni successive all'attentato cominciò ad essere oggetto di interesse; ad esempio, la Commissione Stragi più volte, in diverse audizioni, richiese a diversi soggetti notizie circa il generale Delfino ed il suo operato nella circostanza e riguardo ad indagini effettuate sull'eversione di destra.

### Le audizioni della Commissione Stragi
In occasione dell'audizione del giudice Guido Salvini, la domanda circa eventuali risultanze in sede inquirente di responsabilità del Delfino (domanda, in verità, accorpata ad un'altra domanda sull'estremismo di destra a Brescia), provocò l'interruzione della seduta pubblica, il Salvini presumibilmente rispose in seduta segreta e nel solo tempo di 4 minuti si riprese in seduta pubblica. Fu richiesta l'audizione di Delfino e del giudice Arcai, che furono sentiti separatamente, iniziando da quest'ultimo; l'insieme delle due audizioni costituisce una sorta di contraddittorio a distanza dal quale si assumono numerosi dettagli, sia pure con notevoli divergenze, circa l'attività dell'ufficiale. Prima di iniziare quella del magistrato, il presidente della commissione, senatore Pellegrino, informò che ad entrambi era stata sottoposta la proposta di relazione della Commissione per la parte relativa alla strage di Brescia, ricevendo in risposta una lettera dissenziente ma cortese dell'Arcai ed "una lettera del generale Delfino, che è sostanzialmente una lettera di insulti". Il presidente Pellegrino esplicitò quindi il senso delle critiche contenute nella relazione che aveva offeso il Delfino: «A me cioè è sembrato che l'aver indirizzato le indagini non tanto sulla persona di Buzzi, quanto piuttosto sul contorno, sul gruppo intorno a Buzzi, abbia indubbiamente impresso un ritmo ed una direzione alle indagini che probabilmente ha impedito che una serie di elementi, che poi invece furono valorizzati nella seconda parte delle vicende processuali, nel secondo processo, in particolare nel processo contro Cesare Ferri ed altri, avrebbero meritato ben altra valorizzazione».
Subito dopo la premessa del presidente, Arcai spiegò come il Delfino fosse giunto ad occuparsi del MAR di Carlo Fumagalli, un'organizzazione di estrema destra coinvolta in diverse vicende oscure; il primo episodio narrato riguardò l'arresto di due ragazzi fermati "casualmente" mentre giravano su un'auto con a bordo mezzo quintale di esplosivo di una certa natura, più cinque chili di esplosivo di altra natura. Dopo che il Delfino, che aveva avuto precedenti contatti con un magistrato della Procura di Brescia, ebbe denunciato i giovani ad un magistrato diverso, Arcai, nella funzione di giudice istruttore, presto si rese conto che la relazione di servizio presentata dal Delfino era falsa e che dietro il fermo "casuale" c'era in realtà un'operazione studiata a tavolino da tempo e orientata dal generale Palumbo, incardinata sull'infiltrazione nel MAR di un certo Gianni Malfredi. Comunque Delfino presentò una nuova relazione che sconfessava la precedente e secondo Arcai Dal rapporto vero risulta - per le dichiarazioni del capitano Delfino e per l'esistenza del rapporto stesso - che in un processo incredibilmente ci sono due rapporti, uno dichiarato ufficialmente falso (con il capitano Delfino che ammette che è falso, però - secondo la sua opinione - per ragioni superiori di giustizia) e un rapporto vero o quasi - a mio avviso -, perché anche quello non è del tutto vero; ma è vera l'ossatura.
Arcai quindi dichiarò alla Commissione che alcune circostanze lasciavano dedurre che Delfino ricattasse il Maifredi, inizialmente infiltrato in un gruppo diverso dal MAR; lo scopo dell'infiltrazione era il contatto con Fumagalli, che al tempo era alla ricerca di armi pesanti da guerra, a lunga gittata, e disponibile a pagarle bene. Delfino era assai bene informato su Fumagalli per aver svolto su di lui approfondite indagini non appena trasferito a Brescia.
Del suo incontro con Maifredi, Delfino nel corso della sua audizione disse che il soggetto gli si era proposto, dichiarandosi addestratore in campi paramilitari. Arcai però aveva già accennato di sapere bene che ufficialmente Delfino diceva che il loro incontro sarebbe risalito alla fine del 1973, ma si era fatto convinto che il loro accostamento dovrebbe essere avvenuto molto prima, almeno un anno prima.
Contattato Fumagalli, il Maifredi gli propose uno scambio: avrebbe procurato le armi presso un fantomatico gruppo arabo che sarebbe stato invece interessato ad acquistare esplosivi. I due ragazzi arrestati con l'esplosivo in macchina dagli uomini di Delfino, perciò, lo avevano appena ritirato da Fumagalli. La relazione falsa attribuiva la "fornitura" a pittoreschi soggetti di facciata che in realtà sarebbero stati carabinieri dipendenti da Delfino, e sui quali si giunse ad investigare pur essendosi già scoperta la falsità del rapporto. Delfino ammise e giustificò la falsità della relazione: Questo è vero. Io non avevo l'obbligo - d'accordo con il magistrato - di portare a conoscenza di tutti gli avvocati ciò che bolliva in pentola. Si trattava di un'esigenza processuale. Questa esigenza, notò, si nutriva anche della probabilità che il processo a Spedini e Borromeo fosse celebrato per direttissima.
Altri uomini di Delfino, come il maresciallo Siddi, suo braccio destro, e l'appuntato Farci, furono assegnati alla scorta del giudice Arcai, nel frattempo fatto oggetto di minacce; il giorno della strage di piazza della Loggia, essi accompagnarono a scuola il figlio del giudice, successivamente indagato (ma in seguito prosciolto) per la morte di Silvio Ferrari e per la strage. Gli uomini di Delfino, riferì il giudice alla Commissione, tennero un atteggiamento vago quando chiamati a confermare le circostanze che avrebbero accelerato il riconoscimento dell'innocenza del figlio del giudice, ammettendo solo dopo insistenze del Tribunale la veridicità dell'alibi. Il fatto perciò consentì di sospettare, come riassunto da Pellegrino, che il coinvolgimento di suo figlio nella strage di piazza della Loggia aveva un unico fine: bloccare la sua inchiesta su Fumagalli. Nell'inchiesta, peraltro, era emersa un'ulteriore stranezza riguardante gli uomini di Delfino: il 29 aprile 1974, a Milano, era stata inaugurata un'enoteca appartenente al boss mafioso Luciano Liggio, ed Arcai era venuto in possesso di una fotografia ritraente insieme Carlo Fumagalli ed il brigadiere Tosolini, collaboratore di Delfino.
Comunque, il sequestro dell'esplosivo e l'arresto dei due ragazzi miravano al coinvolgimento di Fumagalli per traffico d'armi, ed a precisa domanda di Pellegrino, Arcai confermò che il Fumagalli veniva con questa operazione "bruciato". Sempre secondo Arcai, Delfino ebbe un ruolo decisivo nello stabilire i percorsi che l'esplosivo trovato nell'auto dei due ragazzi arrestati avrebbe percorso: dalla supposta origine a Rovereto, sarebbe stato trasportato a Brescia, dove sarebbe rimasto una notte, poi sarebbe stato trasportato a Milano e infine di nuovo spostato nelle vicinanze di Brescia. Per di più, passando dalla Valcamonica anziché per la strada più diretta, via Lecco. Da questi spostamenti Arcai suppose che chi aveva deciso questi spostamenti, intendesse spostare la competenza giudiziaria del conseguente processo a Fumagalli da Milano a Brescia, e questa tesi sottintendeva che i Carabinieri avessero seguito per anni, senza mai intervenire, le attività di Fumagalli, poi ad un certo punto avessero deciso di metterlo fuori gioco e che quest'ultimo fosse stato il ruolo di Delfino. La tesi fu oggetto di approfondimento da parte della Commissione; Delfino rispose di non aver mai ricevuto condizionamenti di sorta e che l'operazione era nata con la comparsa di Maifredi, del quale ci si chiedeva chi l'ha mandato; e sul percorso imposto agli esplosivi, disse che la destinazione doveva essere nelle vicinanze di Sondrio, poiché lo scambio avvenne in prossimità del Lago d'Iseo per ragioni logistiche, dovendosi scegliere un luogo in cui eventuali presenze estranee sarebbero state notate, negando perciò che vi potessero essere in ballo opportunità di giurisdizione.
Sul punto di "chi mandò Maifredi" a "bruciare" Fumagalli, nel presupposto appunto che vi fossero legami oscuri da dover recidere, prima di chiedere la secretazione di una parte dell'audizione, Delfino riunì degli accenni già abbozzati poco prima per dichiarare di credere all'ipotesi che vi fossero interessi piduisti in gioco. Se, come detto anche da Arcai, Maifredi si vantava di essere in eccellenti rapporti con Paolo Emilio Taviani, al quale diceva di aver salvato la vita in un attentato omicidiario del quale non c'erano tuttavia riscontri, Delfino aveva già riferito a Pellegrino, nella "lettera degli insulti", che Arcai, in uno strano giro di "consultazioni" straordinarie compiute a Roma, si era incontrato anche con Taviani. Taviani, invece, audito anch'egli dalla stessa commissione tempo dopo, smentì la conoscenza e ricordò che in sede processuale lo stesso Maifredi aveva confessato trattarsi di una millantazione. Inoltre Delfino riferì di aver appreso, al termine dell'operazione riguardante Fumagalli, di un commento dell'ufficiale del Sid Antonio Labruna, per il quale i carabinieri, con tale operazione, avrebbero "rotto le uova nel paniere" e di non essersi spiegato il senso del commento se non nel 1981, con la pubblicazione degli elenchi degli appartenenti alla P2.
Delfino ricordò infatti che l'allora comandante generale dell'Arma, generale Mino, all'epoca dell'inchiesta su Fumagalli si recava spesso a Brescia ed alla presenza del generale Palumbo e di altri ufficiali, gli richiese, sempre a dire del Delfino, di telefonargli tutte le mattine alle 6 per informarlo degli sviluppi. Richiesto dalla Commissione se si fosse domandato la ragione di un interessamento così alto, Delfino rispose di nuovo di essersi convinto dell'ingerenza di forti interessi dopo la pubblicazione delle liste della P2.

### Il rinvio a giudizio per concorso in strage e l'assoluzione definitiva
Il 14 maggio 2008, si è giunti - a 34 anni dalla strage - al rinvio a giudizio, con l'accusa di concorso nella strage di piazza della Loggia di Francesco Delfino assieme a Delfo Zorzi, Maurizio Tramonte, Carlo Maria Maggi, Pino Rauti e Giovanni Maifredi. Il processo ha avuto inizio il 25 novembre 2008
Con sentenza emessa il 14 aprile 2012, a conferma della sentenza di primo grado, la Corte d'assise d'appello di Brescia ha assolto - ai sensi dell'art. 530, comma 2 Cpp - Francesco Delfino per non aver commesso il fatto. Tale sentenza, con riguardo a Francesco Delfino, è divenuta definitiva.

### Grandi Vecchi e vecchie glorie
Delfino, nel suo libro "La verità di un generale scomodo" (1998), riprese le supposizioni sulla eventuale regia di un Grande Vecchio dietro certe trame, e scrisse:
(Francesco Delfino, La verità di un generale scomodo)
Circa il riferimento al caso Moro però, il pentito di 'ndrangheta Saverio Morabito sostenne che il boss Antonio Nirta detto "Due Nasi", nipote dell'omonimo boss, presente in via Mario Fani a Roma il giorno dell'eccidio della scorta e del rapimento del presidente democristiano, non si trovasse in quel luogo per conto delle Brigate Rosse, bensì perché richiesto dal generale Delfino. Delfino rispose: "C'è senz'altro un errore. Non ero io quello che aveva infiltrati nelle Brigate Rosse".

## Procedimenti giudiziari
Nel 1993 il collaboratore di giustizia Saverio Morabito, anch'egli nativo di Platì, tra le altre cose, raccontò anche circostanze relative al rapimento di Aldo Moro del 16 marzo 1978 dicendo che nel commando delle Brigate Rosse entrato in azione c'era un esponente della 'ndrangheta, Antonio Nirta, che a suo dire sarebbe stato infiltrato dal generale dei carabinieri Francesco Delfino avendo "appreso da Domenico Papalia e da Paolo Sergi che fu uno degli esecutori materiali del sequestro dell'onorevole Moro". Nirta però negò di aver mai partecipato alla strage di via Fani e il PM Nobili incriminò Delfino salvo poi chiederne il proscioglimento non avendo trovato riscontri a quanto riferito da Morabito.
Nel 2001 è stato condannato in Cassazione per truffa aggravata, mentre nel 2007 è stato rinviato a giudizio, e poi assolto in via definitiva, in relazione alla strage di piazza della Loggia.

## Onorificenze e riconoscimenti
Decorazioni e riconoscimenti secondo le dichiarazioni dello stesso Delfino:
- 19 "Encomi Solenni" per ricompense per meriti straordinari e speciali[4].
- 6 "Citazioni" su Fogli d'Ordine[56].